# Gonosz birodalom
A Gonosz birodalom (egyszerűsített kínai: 倚天屠龙记之魔教教主, pinjin: Yǐ Tiān Tú Lóng Jì Zhi Mó Jiào Jiào Zhǔ, magyar átírással: Ji tien tu lung csi cse mo csiao csiao csu, angol címén: Kung Fu Cult Master vagy Evil Cult) egy 1993-as hongkongi harcművészeti film Jet Livel a főszerepben. A film  Csin Jong (Jin Yong) Ji tien tu lung (Yǐ Tiān Tú Lóng Jì) című vuhszia (wuxia)regényén alapszik. Az akciókoreográfiát Sammo Hung készítette.